# Isztar-muti
Isztar-muti – według Sumeryjskiej listy królów piąty władca IV dynastii z Kisz. Dotyczący go fragment brzmi następująco:
„Isztar-muti (z Kisz) panował przez 11 lat”.